# NGC 7075
NGC 7075 (również PGC 66895) – galaktyka eliptyczna (E), znajdująca się w gwiazdozbiorze Żurawia. Odkrył ją John Herschel 4 września 1834 roku.